# Hymne à Saint-Martin

L'hymne à Saint-Martin est un hymne festif et carnavalesque parisien écrit en 1834 par « Cadet Lablague », un habitué de la Courtille. Il était chanté sur l'air d'une chanson intitulée Voici la saison de l'automne.

## Titre de l'hymne
Saint Martin rappelle ici en dehors du saint proprement dit un fameux lieu et une date.
Au Grand Saint-Martin était au même titre que les Vendanges de Bourgogne le nom d'une célèbre guinguette de la Courtille.
La Saint-Martin le 11 novembre était le jour de l'ouverture de la période du Carnaval. Jusqu'au mardi gras se multipliaient à l'époque bals masqués et fêtes de nuit culminant finalement à Paris avec le cortège du Bœuf Gras, suivi peu après par la grande parade carnavalesque de la descente de la Courtille. Enfin, à mi-chemin entre mardi gras et Pâques le Carnaval faisait une réapparition, à l'occasion du jeudi de la Mi-Carême.

## Paroles
Toi que les enfans de la gloire

Ont choisi pour leur saint patron,

Dans ce séjour digne de mémoire,

Je te prends pour mon Appolon.
- 1 -
Sur cette joyeuse guinguette,

Grand Saint Martin jette les yeux.

Là, point de rang, ni d'étiquette,

On se moque des envieux.

Toi que les enfants, etc., etc.
- 2 -
Du haut de la voûte céleste,

Où tu vis comme un bienheureux,

Fais-nous descendre, s'il en reste,

Une feuillette de vin vieux.

Toi que les enfants, etc., etc.
- 3 -
A la santé du donataire

Nous la boirons, sois en certain.

Que chacun en vidant son verre,

Répète avec moi ce refrain :

Toi que les enfants, etc., etc.
- 4 -
Enfin ce n'est qu'à la Courtille

Qu'on retrouve encor la gaité ;

Dans tout son éclat elle brille,

On y peut rire en liberté !

Toi que les enfants, etc., etc.